# Aube
|  | Per a altres significats, vegeu «Aube (desambiguació)». |

Aube (o Auba) (10) és un departament francès situat a la regió del Gran Est. Pren el seu nom del riu Aube, afluent del Sena, que travessa el seu territori.

## Història
El departament és un dels vuitanta-tres departaments originals creats el 4 de març de 1790, en aplicació de la llei del 22 de desembre de 1789, durant la Revolució Francesa. Va ser creat a partir d'una part de l'antiga província de Xampanya.
De 1960 a 2015 l'Aube fue un departament de la regió de Xampanya.

## Administració
Un prefecte nomenat pel govern francès és l'alta representació estatal i un consell de 34 membres escollits per sufragi universal nomena un president, que deté el poder executiu.
El departament és dividit en 3 districtes, 17 cantons, 13 estructures intercomunals i 431 comunes.